# Bue di Chalosse

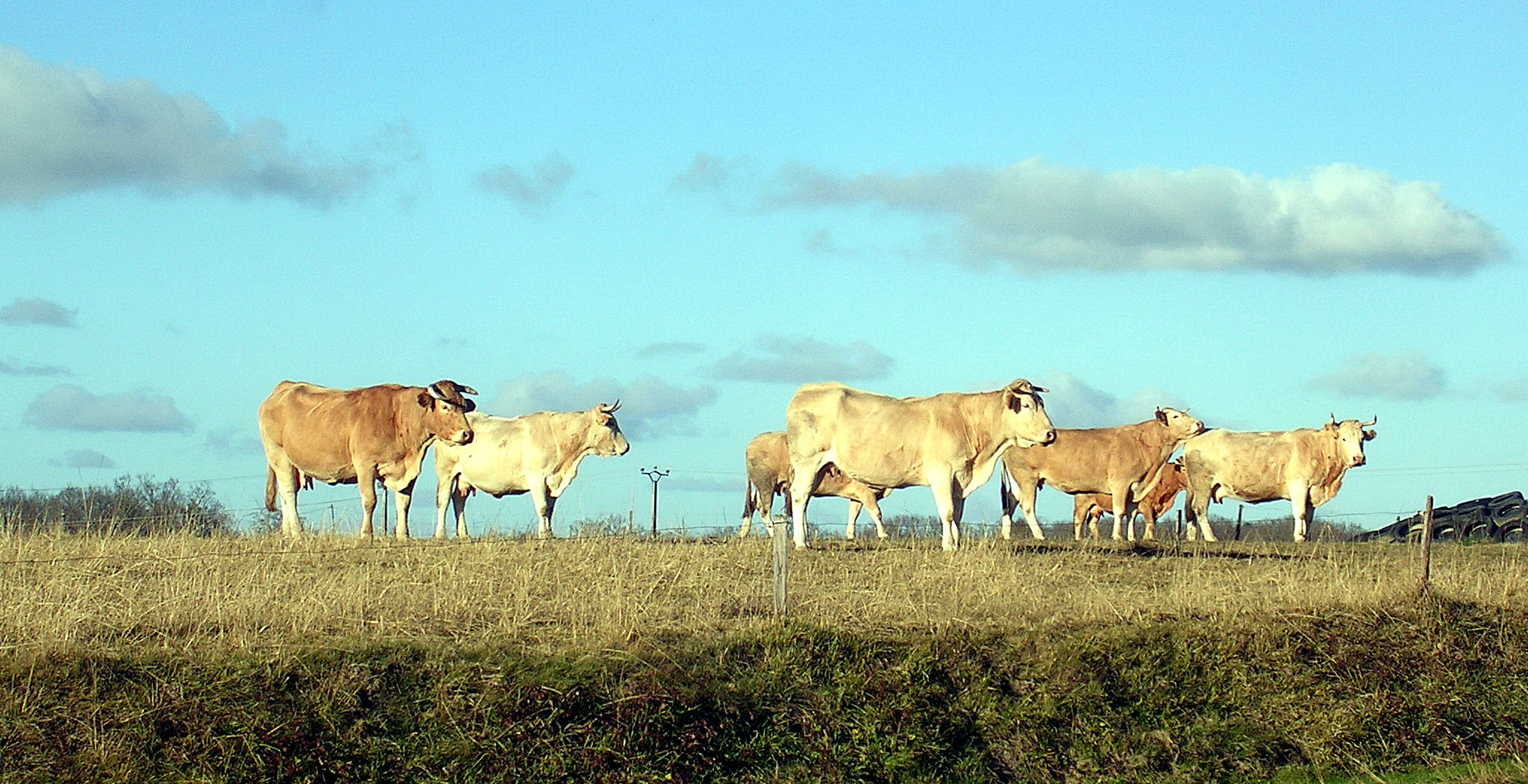
Buoi di Chalosse a Eyres-Moncube

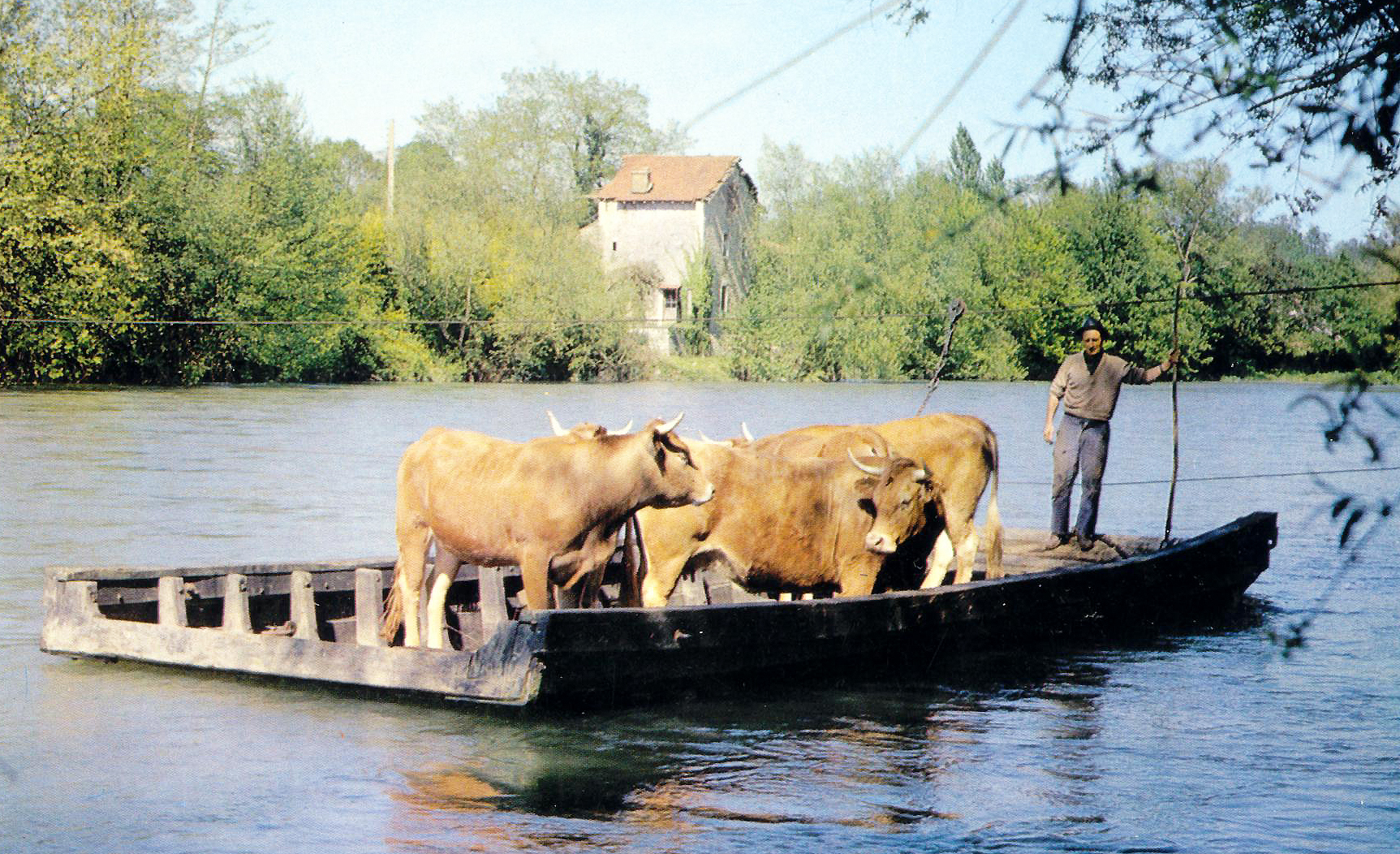
Buoi su una chiatta a Saint-Cricq-du-Gave.

Il bue di Chalosse è una carne bovina etichettata e certificata, proveniente dalla specie animale Bos taurus. È una carne di qualità prodotta nel sud del dipartimento delle Landes e nel nord dei Pirenei Atlantici, considerato come un fiore all'occhiello dell'allevamento e della gastronomia regionale.

## Presentazione
Sul territorio delimitato della Chalosse l'allevamento bovino viene effettuato nel rispetto della tradizione grazie ad un'alimentazione di origine vegetale al 100%: erba, mais, grano, erba medica, lino. Esso proviene da razze di carni nobili: Biondo di Aquitania, Limosino, Bazadese.
Il severo rispetto del disciplinare ha consentito l'ottenimento, nel 1991, dell'etichetta rossa "bue di Chalosse" e nel 1996 di una certificazione d'Indicazione geografica protetta (IGP), che valorizza la componente territoriale..
Gli allevatori sono circa 380, che producono ogni anno circa 2.200 animali da carne. L'animale viene abbattuto raggiunti i tre anni e mezzo di età, quando ha raggiunto un peso da 450 a 500 kg..